# سوزان دو تروآی
سوزان دو تروآی (فرانسوی: Suzanne de Troeye‎؛ ۳ مارس ۱۹۰۸ – ۶ ژوئیه ۱۹۸۹) تدوین‌گر اهل فرانسه بود.
از فیلم‌هایی که وی در آن‌ها نقش داشته‌است، می‌توان به تونی، سزار، خرمن، حیوان آدم‌نما و فاسق لیدی چترلی اشاره نمود.